# Vientiane
Vientiane (AFI: /vjenˈtjane/; in lao ວຽງຈັນ, Vìangchàn) è la capitale e la più estesa e popolosa città del Laos. Secondo il censimento del 2015, aveva una popolazione di 820 940, pari al 12,64% del totale del paese. Altri 419 090 abitanti vivono nella vicina provincia di Vientiane, costituita principalmente da zone rurali.
Nel 1560 divenne capitale del Regno di Lan Xang, l'antico nome del Laos, nel periodo in cui la Birmania era in grande espansione militare; re Setthathirat prese la decisione ritenendo Vientiane meglio difendibile da un probabile attacco birmano rispetto alla vecchia capitale Xieng Thong (l'odierna Luang Prabang).
La città è classificata come sufficiente dal Globalization and World Cities Research Network.

## Geografia fisica
Vientiane si affaccia sulla riva sinistra del fiume Mekong, al centro di una vasta pianura coltivata a riso, al confine con la Thailandia. Sulla riva opposta del Mekong si trova la cittadina thailandese di Si Chiang Mai, il maggiore centro dell'omonimo distretto.

## Origini del nome
La città viene chiamata Vìangchàn (in lingua lao: ວຽງຈັນ) dai laotiani e dai thai, mentre il termine "Vientiane" rappresenta la storpiatura in lingua francese di Vìangchàn, e riflette la difficoltà di pronuncia della sillaba "cha" (in italiano cia) da parte dei francesi. Il nome è derivato dalla radice Viang, che significa "insediamento murato", mentre il termine Chan è stato interpretato dagli studiosi in due modi diversi, secondo alcuni viene dal termine lao Chantana derivato dal pāli, lingua liturgica del locale buddhismo theravada, il cui significato è albero di sandalo, famoso per la sua fragranza. Secondo altri studiosi, il termine Chan è una contrazione di Chanta Burisri, antico nome di Vientiane e del mitico Khun Borom, che significa "Città della Luna".

## Storia

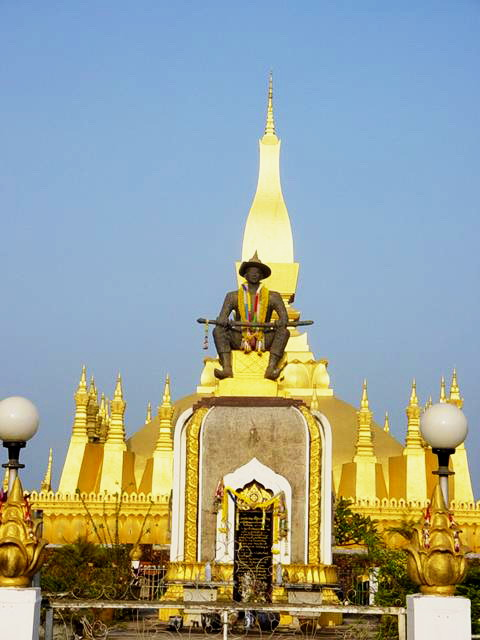
Il tempio Pha That Luang a Vientiane.

Il grande poema epico laotiano Phra Lak Phra Lam, basato su uno dei racconti di Buddha, narra che il Principe Thattardhta fondò la città dopo che abbandonò il leggendario regno Lao di Muong Inthapatha Maha Nakhone dopo che il padre assegnò il trono al fratello più giovane.
Thattaradtha prima fondò Maha Thani Si Phan Phao, l'odierna Udon Thani in Thailandia, situata sulla sponda occidentale del fiume Mekong. Un giorno il nāga dalle sette teste gli disse di fondare una nuova città sulla sponda orientale del fiume. Il principe la chiamò Chanthabuly Si Sattanakhanahud, l'antico nome dell'attuale Vientiane, letteralmente: la 'bellissima città del Naga dalle sette teste'.
Studi compiuti dal Ministero laotiano dell'Informazione e della Cultura e dalla Fondazione Rockefeller, ipotizzano che la città fosse la capitale del Regno di Candapuri, fondato dai mon nell'VIII d.C. Tale città-stato (muang) era subordinata al più potente Regno di Sri Gotapura, la cui capitale si trovava tra le odierne Thakhek e Savannakhet. Tuttora il nucleo centrale di Vientiane forma il muang di Chantaburi. Candapuri era dotata di 2 cerchia di mura e di un bastione intermedio di cui ancora oggi si possono vedere dei frammenti. Nell'XI secolo si intensificarono i rapporti con il vicino Regno di Xaifong, situato a circa 25 km a sud-est di Chantaburi, un altro sviluppato insediamento di origine mon. Un preesistente tempio indù fu sostituito successivamente dall'odierno Pha That Luang, emblema della città.
Verso l'XI secolo, l'emergente Impero Khmer estese la sua influenza a nord fino a conquistare Vientiane, come confermano iscrizioni khmer ritrovate nel centrale tempio Wat Simuang. Tra l'XI ed il XIII secolo vi fu la migrazione dal sud della Cina dei popoli di etnia tai kadai, che presero gradualmente il sopravvento sui khmer formando una rete di principati laotiani. Estesero la propria influenza su tutto il medio bacino del Mekong e nella zona di Vientiane si formarono i principati lao di Vientiane e di Vieng Kham, situato pochi chilometri a nord di Vientiane.

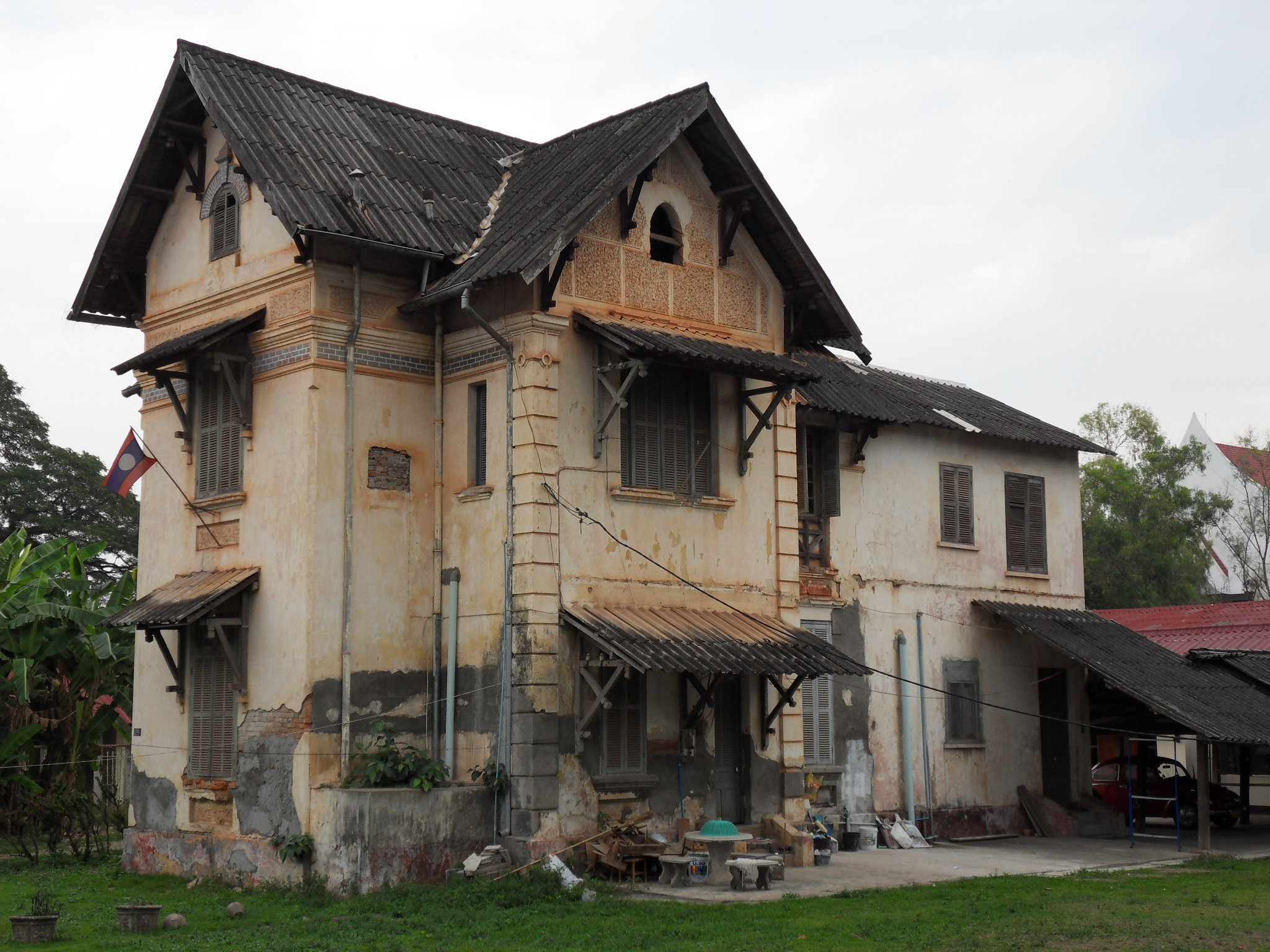
Un esempio di architettura coloniale francese in città

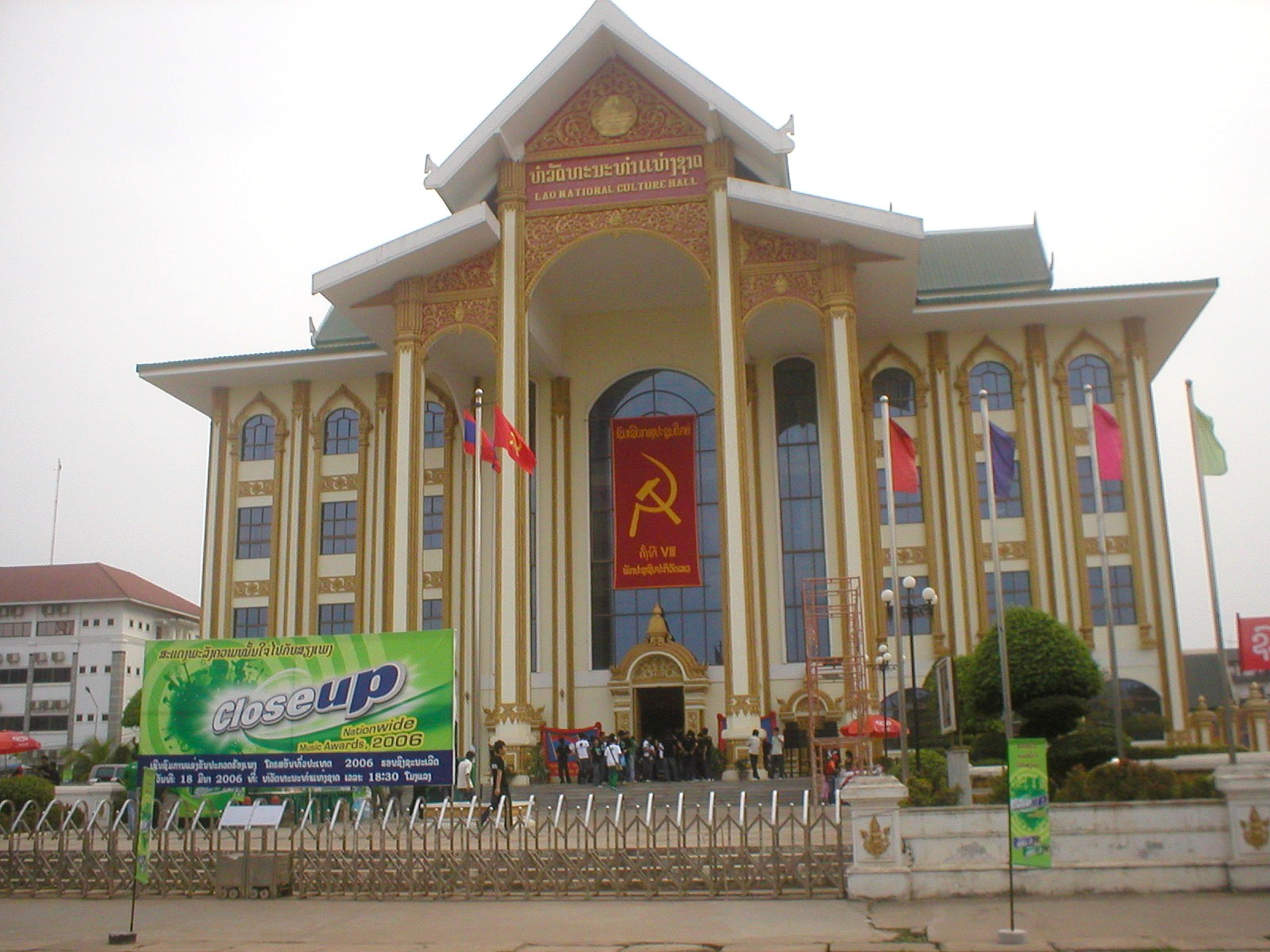
Il moderno centro culturale laotiano a Vientiane

Nel 1354, quando Re Fa Ngum di Muang Sua (l'odierna Luang Prabang) unificò i principati laotiani fondando il regno di Lan Xang, Vientiane e Vieng Kham furono gli ultimi di tali principati a capitolare. La battaglia decisiva si svolse a Vientiane, dove le armate di Muang Sua trionfarono e Fa ngum si fece incoronare sovrano del nuovo regno. Vientiane divenne un'importante città amministrativa di Lan Xang, e ne divenne la capitale nel 1560, quando il re Setthathirath la scelse per la sua posizione, che garantiva un maggiore controllo sui territori meridionali ed una maggiore protezione dalle incursioni degli emergenti birmani del Regno di Toungoo.
Le lotte tra la aristocrazia portarono allo smembramento di Lan Xang nel 1707, Vientiane divenne la capitale dell'omonimo regno mentre a nord si formò il Regno di Luang Prabang. Nel 1714 vi fu un'ulteriore scissione quando il neonato Regno di Champasak, sorto nelle zone di confine con la Cambogia, proclamò l'indipendenza da Vientiane. L'indebolimento della nazione Lao ne decretò la sottomissione ai siamesi nel secolo successivo; nel 1779 il Regno di Vientiane fu conquistato dal generale Phraya Chakri del Regno di Thonburi, e divenne uno stato vassallo del Siam. Il vasto territorio dell'altopiano di Korat venne annesso dai siamesi, diventando la tuttora esistente regione dell'Isan. Nel 1829 la città fu rasa al suolo dall'esercito siamese dopo che il re Anouvong di Vientiane si era ribellato al potere centrale tentando di marciare su Bangkok. Il regno di Vientiane fu annesso a sua volta al Siam e centinaia di migliaia di laotiani furono deportati in Isan, fino a quel momento relativamente spopolato.
Il Laos passò sotto il governo della Francia nel 1893, e Vientiane divenne la capitale del protettorato francese del riunificato Laos sei anni dopo, quando fu istituita la colonia dall'Indocina francese. La permanenza dei francesi si protrasse fino al 1953 e diede luogo ad un'apprezzabile architettura coloniale tuttora conservata in buono stato in città. Dopo l'ottenimento dell'indipendenza dai francesi, Vientiane rimase la capitale. Fu preservata dai bombardamenti americani che distrussero il Laos orientale durante la guerra civile laotiana, grazie all'appoggio che il governo laotiano diede alle forze statunitensi nel combattere i ribelli del Pathet Lao e gli infiltrati nord-vietnamiti.
Con la sconfitta degli americani nella guerra del Vietnam, le forze comuniste del Pathet Lao si impossessarono nel 1975 di Vientiane, dove il 2 dicembre venne istituita la Repubblica Democratica Popolare del Laos, a seguito dell'abdicazione dell'ultimo Re Savang Vatthana. Dopo anni di difficoltà economiche legate all'embargo americano ed alla crisi degli alleati sovietici, con l'apertura del paese all'economia di mercato avvenuta negli anni novanta, Vientiane si è trasformata in una moderna città. Grande sviluppo hanno avuto le infrastrutture e l'industria del turismo, che ha fatto di Vientiane uno dei siti più visitati nel sudest asiatico.

## Monumenti e luoghi d'interesse
- Parco di Buddha, un parco tematico religioso di ca. 200 statue buddiste e induiste. La statua più grande è alta 40 metri: si tratta di un Buddha sdraiato. Il parco è situato a 24 chilometri della città, e si raggiunge con l’autobus n. 14 (parte dalla stazione degli autobus Talat Sao vicino al mercato Khua Din Market).[15]
- Ho Pha Keo, un museo di arte sacra che in precedenza era un tempio chiamato Wat Pha Keo, costruito nel XVI secolo e consacrato al venerato Buddha di Smeraldo, una statua particolarmente sacra per il Buddhismo Theravada. La scultura venne portata via dai siamesi quando conquistarono Vientiane nel 1778, ed il tempio prese il nome attuale (letteralmente altare del Buddha di Smeraldo). Distrutto assieme a tutta la capitale dai siamesi nel 1828, questo brillante esempio di architettura classica di Lan Xang venne ricostruito dai colonizzatori francesi negli anni trenta secondo il disegno originale
- Museo nazionale del Laos, tipico palazzo coloniale ed ex residenza del governatore francese costruito negli anni venti, fu convertito in museo dopo la presa del potere del Pathet Lao negli anni settanta. Contiene principalmente testimonianze della vittoriosa guerra di resistenza laotiana contro le potenze occidentali, oltre ad importanti ed antichi reperti archeologici.[16]
- Patuxay, l'arco di trionfo laotiano, dedicato ai caduti nella lotta per l'indipendenza dalla Francia
- Pha That Luang, uno dei più famosi complessi templari laotiani, costruito nel XVI secolo e situato a pochi chilometri dal centro cittadino
- Talat Sao, il variopinto mercato del mattino, situato nel centro della città.
- That Dam, letteralmente: stupa nero, particolarmente venerato dai laotiani; secondo la leggenda locale ospita lo spirito del 'Nāga dalle sette teste', che protegge la città
- Wat Ong Teu Mahavihan, tempio del XVI secolo ricostruito dai francesi, contenente la più grande statua in bronzo del Buddha in Laos
- Wat Si Muang
- Wat Si Saket, complesso templare costruito nel 1818 durante l'occupazione siamese nel primo stile di Rattanakosin. Fu risparmiato dai siamesi quando distrussero la capitale, ed è probabilmente l'edificio originale più antico di Vientiane
- Wat Sok Pa Luang

## Cultura
Vientiane ospita l'Università nazionale del Laos.

## Infrastrutture e trasporti
Il primo ponte dell'amicizia thai-lao, inaugurato nel 1994 circa 20 km a sud-est di Vientiane, attraversa il Mekong in corrispondenza della città thai di Nong Khai e costituisce uno dei maggiori punti di collegamento con la Thailandia. Il ponte è percorso anche dall'unico breve tratto ferroviario funzionante nel paese; è lungo 3.5 km ed unisce la linea nord-orientale della Ferrovia di Stato della Thailandia alla stazione di Thanaleng, situata nel villaggio di Dongphosy, 20 km ad est di Vientiane. La linea, che parte dalla stazione di Nong Khai, è stata inaugurata il 5 marzo 2009 dalla Principessa Sirindhorn di Thailandia.
Vientiane è servita dall'Aeroporto di Vientiane-Wattay, uno scalo internazionale che la collega a diversi aeroporti asiatici. È l'unica città laotiana ad avere un regolare servizio di autobus urbani. Sono inoltre presenti servizi taxi privati effettuati anche dai tuk-tuk, dai più capienti jumbo tuk-tuk, dai songthaew e da moto-taxi. Vi sono 3 stazioni degli autobus interurbani:
- Stazione di Vientiane, la più vecchia tra le stazioni cittadine, situata nel centro cittadino di fronte al mercato del mattino. Attualmente è il capolinea per gli autobus comunali, provinciali e per quelli diretti in Thailandia via Nong Khai
- Stazione settentrionale, situata nella strada T2, nel nord della città, collega Vientiane con le località settentrionali del paese
- Stazione meridionale, situata nel quartiere di Dong Dok lungo la statale 13 sud, collega la capitale con le località del sud del paese

La navigazione fluviale sul Mekong è possibile tra maggio e novembre, durante la stagione delle piogge, quando i fondali dei fiumi sono alti a sufficienza. Si può raggiungere a nord Houay Xay, nella provincia di Bokeo, e Jinghong, nella provincia cinese dello Yunnan. Verso sud, si può arrivare a Savannakhet con chiatte mercantili. Il porto fluviale si trova a Kiaw Liaw, vicino a Vientiane.

## Amministrazione
Vientiane è il capoluogo della prefettura di Vientiane (in lao: ນະຄອນຫຼວງວຽງຈັນ, trasl. Nàkhòon Lùang Vìangciàn). La prefettura venne scorporata dalla tuttora esistente provincia di Vientiane nel 1989.
La città di Vientiane comprende i seguenti 5 distretti (muang) del totale di 9 che compongono la prefettura:
- Chantabuly, il centro cittadino
- Hadxaifong
- Sikhottabong
- Sisattanak
- Xaysetha

### Gemellaggi
- Bangkok
- Chittagong
- Phnom Penh
- Orlando (Florida)
- Ho Chi Minh (città)
- Cirebon